# Pereta
Pereta est une frazione située sur la commune de Magliano in Toscana, province de Grosseto, en Toscane, Italie. Au moment du recensement de 2011 sa population était de 157 habitants.

## Géographie
Le hameau est situé sur les collines de l'Albegna, le long de la route reliant Magliano à Scansano, à 36 km au sud-est de la ville de Grosseto.

## Monuments
- Église San Giovanni Battista (XIIIe siècle)
- Église Santa Maria Assunta (XVe siècle), ancienne pieve
- Tour de l'horloge (XVe siècle)
- Murailles de Pereta, fortifications médiévales, avec la monumentale Porta di Ponente (porte ouest)

## Galerie

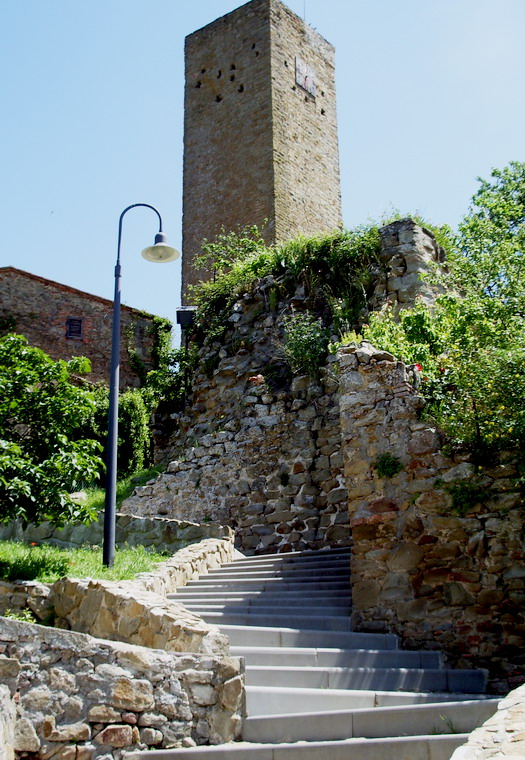
Tour de l'Horloge
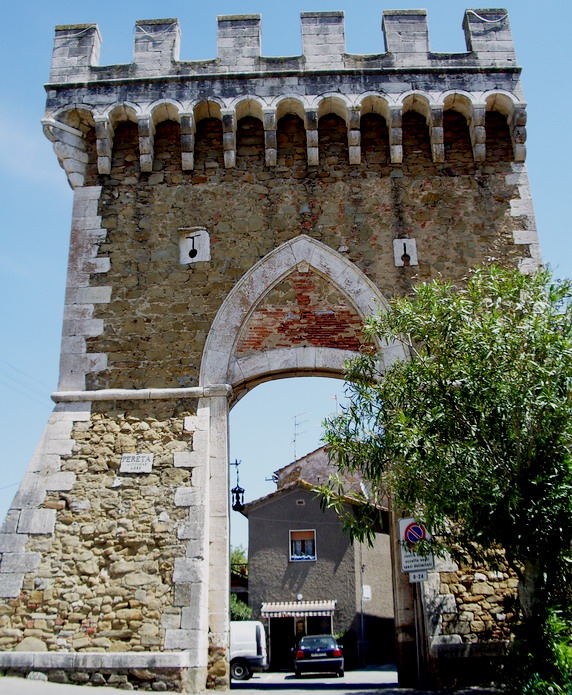
Porta di Ponente